# Asmus Jepsen
Asmus Jepsen (* 18. Oktober 1901 in Fruerlund; † 6. Mai 1945 bei Flensburg hingerichtet) war ein deutscher Kapitänleutnant und eines der letzten Opfer der nationalsozialistischen Marinejustiz.

## Leben
Asmus Jepsen wurde 1901 in Fruerlund, das damals lediglich einen Vorort der Stadt Flensburg darstellte, geboren. Vor dem Beginn des Zweiten Weltkrieges übte er die Tätigkeit eines Polizeiobersekretärs aus. 1939 verpflichtete er sich bei der Kriegsmarine für zwölf Jahre und fungierte zunächst als Marine-Ausbilder. Seit Juni 1941 war er Kommandant des Sonderzuges Auerhahn, des Befehlssonderzugs des Oberbefehlshabers der Kriegsmarine Erich Raeder. Dessen Nachfolger Karl Dönitz, der seit Anfang 1943 Oberbefehlshaber der deutschen Kriegsmarine war, nutzte den Sonderzug nur selten. Das persönliche Verhältnis zwischen Dönitz und Jepsen galt als nicht angespannt und soll nicht schlecht gewesen sein. Kurz vor dem Ende des Zweiten Weltkrieges lebte Kapitänleutnant Asmus Jepsen mit seiner Familie in einem Notquartier in Neukirchen bei Steinbergkirche und war weiterhin Kommandant des Sonderzuges.
Am 30. April erhielt Jepsen von Karl Dönitz, der nach Hitlers Tod als dessen Nachfolger die Wehrmacht befehligte, die Weisung, den Sonderzug, der sich kurz zuvor offenbar noch in Potsdam befunden hatte, von Plön nach Flensburg zu überführen, da die letzte Reichsregierung auf dem Weg in den Flensburger Vorort Mürwik war. Im mit Flak und Handwaffen gesicherten Zug befanden sich nicht nur Lebensmittel, Wehrmachtsgüter, nachrichtendienstliche Einrichtungen mit einer Funkstelle, sondern auch Stahlschränke mit geheimen Dokumenten des Oberkommandos der Kriegsmarine sowie offenbar auch viele private Gegenstände von Karl Dönitz.
Am 1. Mai erreichte Jepsen mit dem Zug Eckernförde, wo er weisungsgemäß weitere Befehle abwartete. Am 2. Mai wurde bekannt, dass Eckernförde offenbar am Folgetag zur „Offenen Stadt“ erklärt werden sollte. Gleichzeitig erhielt Jepsen den Befehl, den Zug weiter nach Flensburg durchzubringen. Jepsen scheiterte jedoch daran, eine Lokomotive zur Weiterfahrt zu organisieren. Angesichts der zu erwartenden kampflosen Übergabe von Eckernförde stellte Jepsen am darauffolgenden Tag seinen Männern zur Wahl, sich gefangen nehmen zu lassen oder sich auf eigene Faust in ihre Heimatorte durchzuschlagen. Die Meisten entschieden sich für die zweite Option und erhielten die dafür benötigten Kleidungsstücke und Wegzehrungen aus dem Zug. Jepsen und der Restmannschaft gelang es bald darauf dann doch noch, die Zugwagen an einen nordwärts fahrenden Flakzug anzuhängen. Am 4. Mai sollte die Teilkapitulation der Wehrmacht für Nordwestdeutschland, Dänemark und die Niederlande erfolgen. Ob Jepsen die Teilkapitulationsmeldung erreichte, ist unklar. Am besagten Tag wurden noch von den Alliierten im Raum Flensburg Luftangriffe geflogen. Auch der Sonderzug auf dem kleinen Bahnhof von Sörup ungefähr zehn Kilometer südöstlich von Flensburg gelegen wurde von britischen Flugzeugen angegriffen. Die Verbindung nach Mürwik brach ab und der Zug konnte nicht mehr weiterfahren. Im Laufe des Tage vernichtete Jepsen offenbar sämtliche Geheimsachen, die sich im Zug befanden. Die Lebensmittel, die sich noch im Zug befanden, ließ er an Flüchtlinge verteilen, die im Bahnbereich warteten. Asmus Jepsen, der nicht weit entfernt vom Bahnhof wohnte, verstand diesen Zeitpunkt als Ende seiner Dienstpflicht und begab sich sodann zu Fuß nach Hause. Den Zug ließ er mit lediglich vier bis fünf Männern zurück. Einige Stunden später erreichte der geleerte Restzug dann doch noch die Stadt Flensburg. Neben dem Zugpersonal war nur noch eine Marine-Nachrichtenhelferin von der militärischen Zugbesatzung anwesend. Dönitz soll der Sonderzug mit seiner Ausstattung wichtig gewesen sein. Insbesondere soll er einen Koffer vermisst haben. Im Falle einer Gefangennahme vor Abschluss der Gesamtkapitulation hätte er mit dem Zug möglicherweise die Stadt verlassen können. Derweil erreichte auch Jepsen sein Zuhause. Sechs Pfund Bohnenkaffee und Tabak brachte er mit. Jepsen meldete sich zur Vermeidung von Missverständnissen beim örtlichen Bürgermeister zurück.

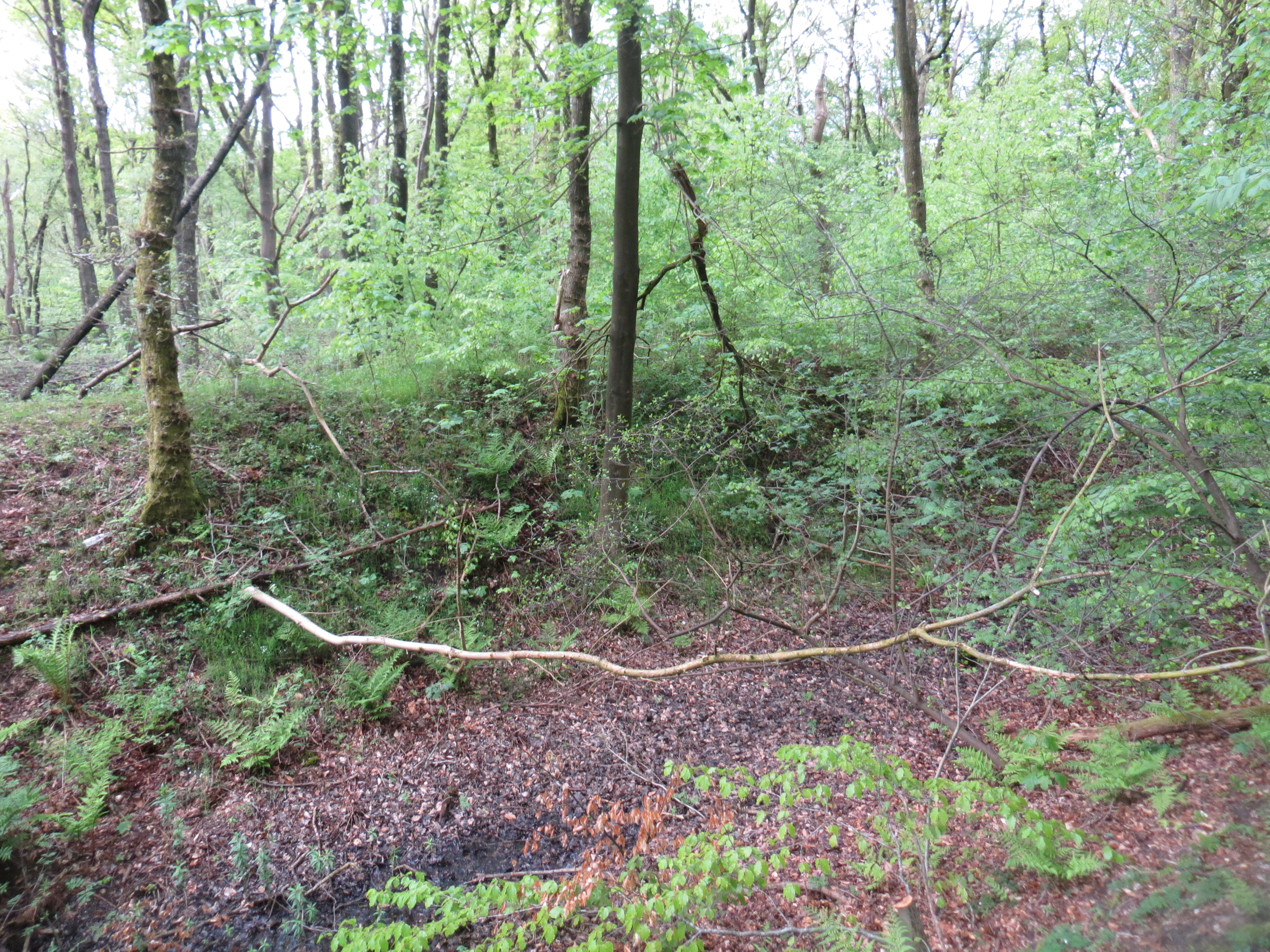
Vom Schießplatz, wo Asmus Jepsen erschossen wurde, ist heute nur noch der Schießstandwall erhalten.

Am Folgetag, an dem die Teilkapitulation wie vereinbart in Kraft trat, wurde Asmus Jepsen von der geheimen Feldpolizei in seiner Wohnung im Beisein seiner Familie festgenommen. Die NS-Marinejustiz stufte Asmus Jepsens Verhalten in einer Eilsitzung als „Fahnenflucht“ und „Plünderung“ ein und verurteilte ihn zum Tode. Der Admiralstabsrichter Joachim Rudolphi beobachtete den Prozess, befand das Urteil als juristisch einwandfrei und berichtete Dönitz, dass die Verhandlung korrekt verlaufen sei. Karl Dönitz, dem das Urteil gegen den Offizier noch am 5. Mai vorgelegt wurde, hätte als Staatsoberhaupt das Todesurteil durch einen Gnadenerlass abmildern können. Aber Dönitz sah in Jepsens Verhalten einen eindeutigen, unentschuldbaren Vertrauensbruch und unterschrieb das Urteil. Jepsens Vater versuchte noch in den letzten Stunden durch Gespräche mit in Mürwik stationierten Verwandten etwas zu erreichen. Jepsens Ehefrau bat erfolglos Hans-Georg von Friedeburg um Hilfe.
Am 6. Mai 1945, zwei Tage nachdem in Norddeutschland die offizielle Kapitulation vollzogen worden war, wurde Asmus Jepsen als „Fahnenflüchtiger“ auf dem im Sonderbereich Mürwik liegenden Schießplatz Twedter Feld hingerichtet und anschließend verscharrt. Noch in der Todesnacht gruben Jepsens Angehörige den Leichnam wieder aus und überführten ihn zum Friedhof Adelby. Der Pastor der Kirchengemeinde Adelby soll die Beerdigung zunächst abgelehnt haben, da Jepsen ein Deserteur gewesen sei und dem Vaterlande in den Rücken gefallen sei. Einen Tag nach der Hinrichtung von Asmus Jepsen wurde die Bedingungslose Kapitulation der Wehrmacht unterzeichnet und am 8. Mai 1945 vollzogen. Am selben Tag erfolgte die Beisetzung von Asmus Jepsen auf dem Friedhof Adelby.

## Abschiedsbrief
Am 6. Mai schrieb Asmus Jepsen von der Gefängniszelle aus einen Abschiedsbrief an seine Frau und seine Kinder, mit folgenden Worten:

„[…] Soeben wurde mir eröffnet, daß ich heute um 20.50 Uhr erschossen werde. […] Ich sterbe als aufrechter Deutscher […] Ich bin mir keiner Schuld bewußt […] Man wird mein Handeln schon kurz nach der Hinrichtung anders beurteilen. […] Doch handelte ich in redlicher  Absicht und glaubte auch, es nach der Lage der Dinge so machen zu müssen. Für alle Liebe danke ich Dir. Du, die Kinder und mein Vaterland waren es, für die ich stets kämpfte […] Deutschland wird nichts mehr bedeuten und ihr werdet nichts als Not und Sorgen kennen! […]“

Der handschriftlich verfasste Brief blieb vollständig erhalten.

## Folgen
Nach dem Tod von Asmus Jepsen verblieben seine Frau Margarete und seine drei Töchter allein zurück. 1950 wurde ein erstes juristisches Nachkriegsverfahren hinsichtlich der Hinrichtung Jepsens nach dürftigen Ermittlungen eingestellt. Das Straffreiheitsgesetz von 1954 führte teilweise zu einer Amnestie für Täter von Endphaseverbrechen. Als der Fall des Asmus Jepsen in der Öffentlichkeit bekannt wurde, erfolgte 1965 ein weiteres Verfahren, bei dem gegen Karl Dönitz und die am Urteil beteiligten Personen ermittelt wurde. Im Zuge des Ermittlungsverfahrens konnte die Flensburger Staatsanwaltschaft offenbar nicht ermitteln, wer der Gerichtsherr gewesen war und aus welchen Mitgliedern das Kriegsgericht zusammengesetzt war. Die Witwe Jepsen erklärt im Zuge des Verfahrens: „Mir liegt nicht daran, dass die Verantwortlichen nun noch bestraft werden. Aber uns ist daran gelegen, daß mein Mann rehabilitiert wird…“. Dönitz erklärte sein Handeln mit Bedauern; die Billigung des Urteils gegen Asmus Jepsen sei eine Last gewesen, die er zu allem anderen, auch noch auf sich nehmen musste. Das Verfahren führte offenbar zu keinen strafrechtlichen Konsequenzen.

## Gedenken

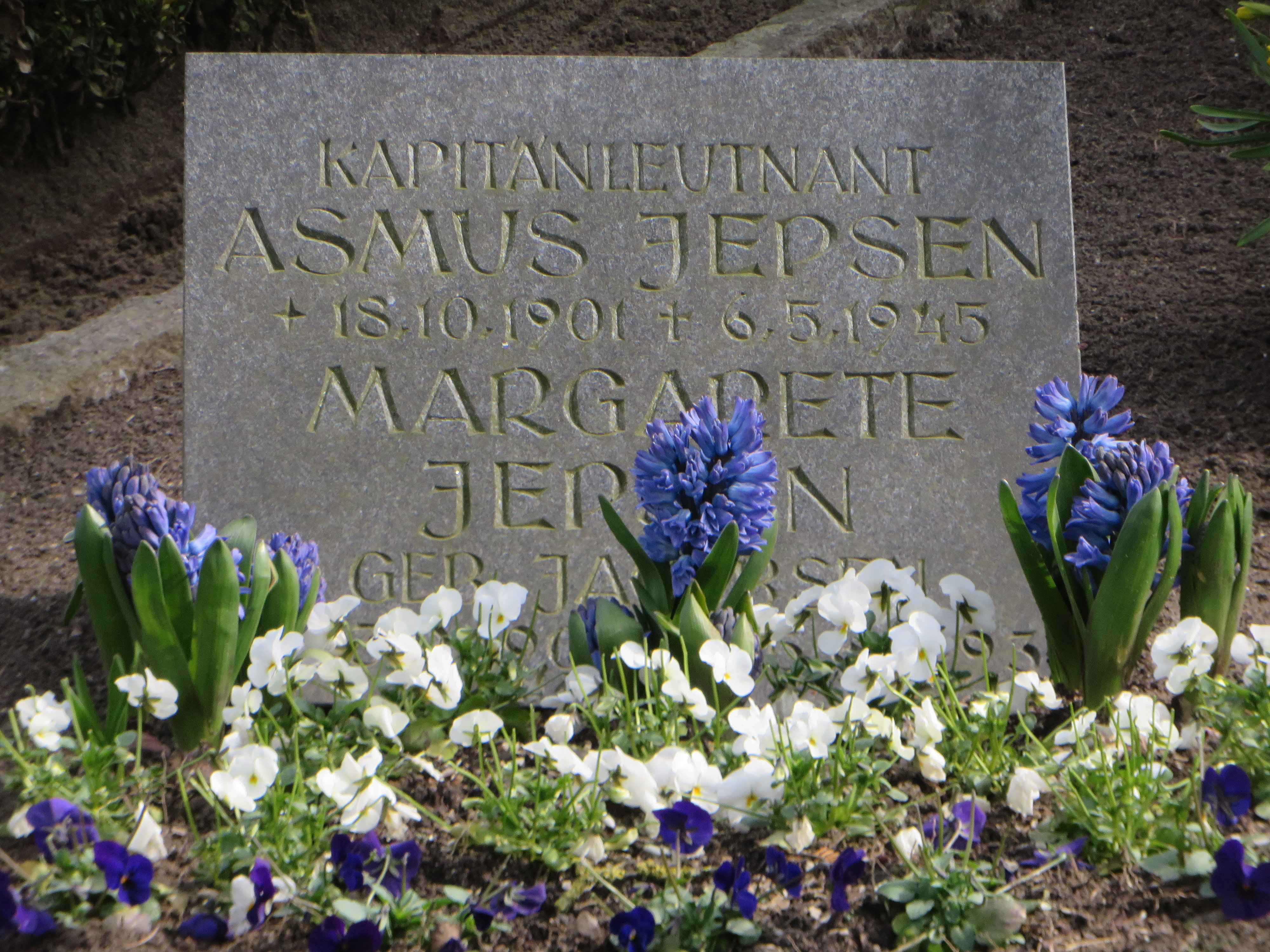
Grabstätte Kapitänleutnant Asmus Jepsen und seiner Frau Margarete

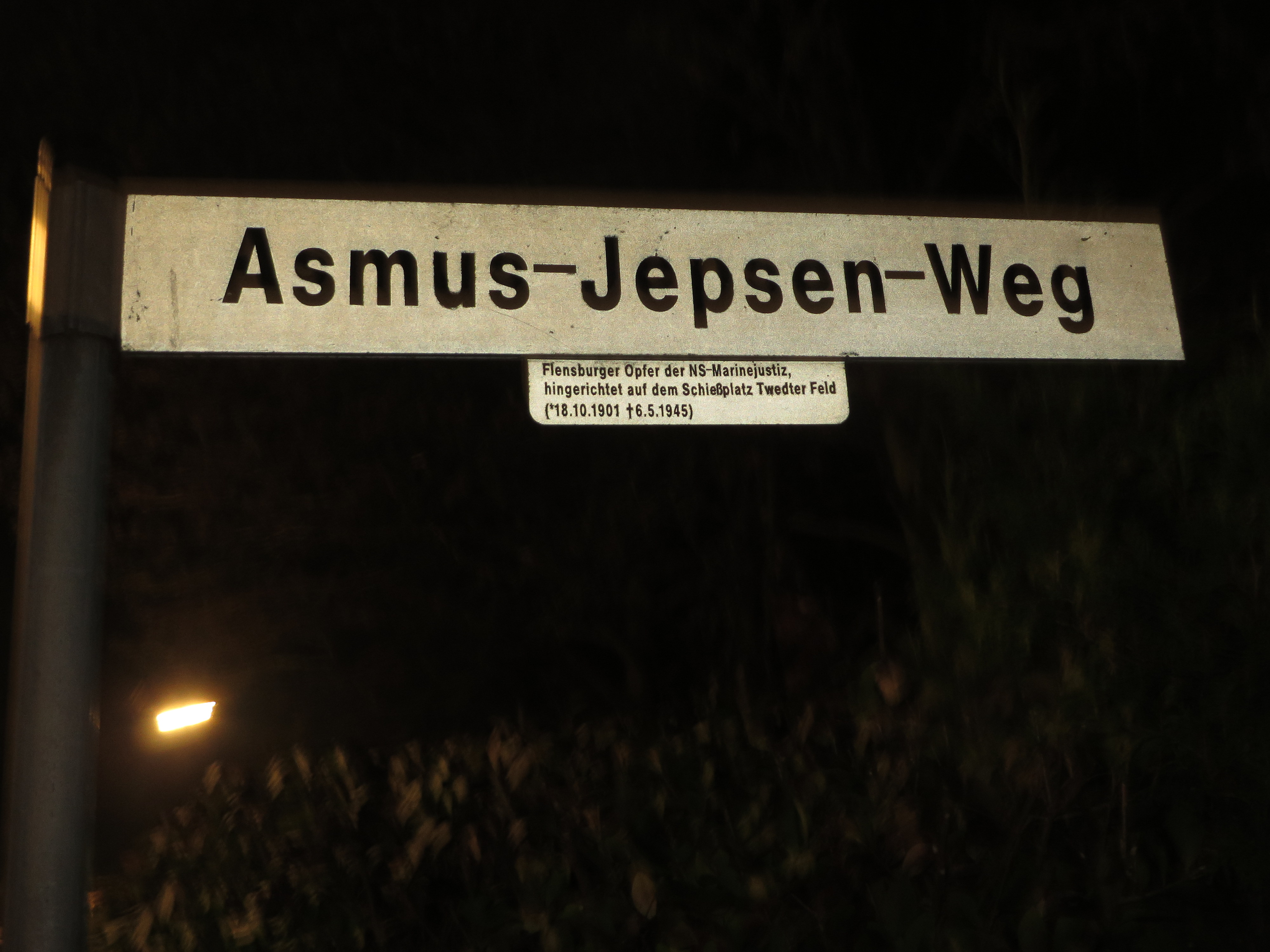
Straßenschild vom Asmus-Jepsen-Weg mit erläuterndem Hinweisschild

Der Kapitänleutnant Asmus Jepsen gehört heutzutage zu den bekanntesten Opfern der NS-Militärjustiz zum Kriegsende. Sein Grab auf dem Friedhof Adelby, direkt vor der Johanniskirche, existiert bis heute.
In neuerer Zeit wurde der Schießplatz Twedter Feld, auf dem Asmus Jepsen hingerichtet wurde, mit Einfamilienhäusern bebaut. Die dort neu angelegte Straße wurde im Jahr 2003 nach ihm benannt und trägt seitdem den Namen Asmus-Jepsen-Weg. Für die Benennung hatte sich das Personenkomitee Gerechtigkeit für die Opfer der NS-Militärjustiz eingesetzt. Unter einem der beiden Straßenschilder zum Asmus-Jepsen-Weg wurde ein Hinweisschild mit dem Wortlaut „Flensburger Opfer der NS-Marinejustiz, hingerichtet auf dem Schießplatz Twedter Feld (*18.10.1901 †6.5.1945)“ angebracht.
Die Straßenbenennung erfolgte darüber hinaus, um gleichzeitig an ähnliche Schicksale zu erinnern. — Während des Zweiten Weltkrieges wurden mehrfach Soldaten auf Grundlage des Straftatbestandes der Wehrkraftzersetzung verurteilt und hingerichtet (vgl. Liste von im Deutschen Reich hingerichteten Personen). So beispielsweise am 8. November 1943 der Marineoffizier und Lehrer der Marineschule Mürwik Günther Paschen. Die Hinrichtung von Asmus Jepsen in den letzten Kriegstagen war kein Einzelfall. Rund um Flensburg sollen in diesem Zeitraum auf Grund von wehrmachtgerichtlichen Urteilen möglicherweise bis zu 150 Soldaten hingerichtet worden sein.  Am 5. Mai 1945 waren auch drei Matrosen, Karl-Heinz Freudenthal, Günther Kaellander und Willi Albrecht, die auf der Z 5 Paul Jacobi dienten und am 3. Mai durch Sabotage das Auslaufen des Schiffes verhindern wollten, auf dem Schießplatz Twedter Feld hingerichtet worden. An den Tagen nach der Erschießung von Asmus Jepsen wurden weitere junge Soldaten hingerichtet, die das Kriegsende als Ende ihrer Dienstpflicht interpretiert hatten. Der Matrose Fritz Wehrmann, der zusammen mit zwei weiteren jungen Matrosen an Bord der Buéa (das in der Geltinger Bucht lag) diente, war am 10. Mai 1945 als Fahnenflüchtiger hingerichtet worden. Am 11. Mai 1945 war der Marinesoldat Johann Christian Süß, dem die „Untergrabung der Manneszucht“ sowie „zersetzende Reden“ zur Last vorgeworfen wurde, auf dem Marine-Schießplatz Twedter Feld hingerichtet worden. Die vier anderen auf dem Schießplatz Twedter Feld erschossenen Soldaten wurden erst am 25. März 1952 exhumiert und auf dem Friedhof Friedenshügel beigesetzt. — In Flensburg wurden später mehrere Denkmäler für die Opfer der Gewaltherrschaft aufgestellt, welche mit ihrem Gedenkwortlaut auch an die Opfer der NS-Militärjustiz erinnern.
2011 wurde auf dem Ehrenfriedhof von Neukirchen ein Gedenkstein an Asmus Jepsen aufgestellt. Zur Einweihung des Gedenksteins fand am 8. Mai des Jahres ein Erinnerungsgottesdienst statt. Der Gedenkstein erhielt seinen Platz in einer Reihe mit fünfzehn weiteren Gedenksteinen, die an verschollene Kriegstote aus Neukirchen erinnern. Auf dem einfach gehaltenen Gedenkstein wird außer dem Namen von Asmus Jepsen dessen Geburtsdatum, das Sterbedatum sowie der Sterbeort Flensburg genannt.
Der Liedermacher Wolf Biermann dichtete 2011 zum Gedenken an Asmus Jepsen das „Epitaph für Asmus Jepsen im Lande Angeln“ mit folgenden Worten: „Stilltapfer tat er seine Pflicht beim großen Morden. Dann warn die tausend Jahre um, das Spiel war aus. Totaler Krieg total verlorn – das war ihm klar. […] Tja, hätte ihn keiner verpfiffen, dann hätten die Menschenfänger nicht den tapfren Deserteur noch weggeschleppt zum allerletzten Kriegsgericht. […] Und hätt’ des toten Führers strammer Admiral Karl Dönitz nicht in Mürwik feige unterschrieben – Das Todesurteil wegen Feigheit vor dem Feind, wär dieser Asmus Jepsen unter uns geblieben.“